# Scandal (Caragiale)
Scandal (Caragiale) este o operă literară scrisă de Ion Luca Caragiale. A apărut fără semnătură la 24 ianuarie 1893 în numărul întâi al revistei Moftul român. A fost republicată în Opere, III, în 1932, la Addenda. Această notiță spirituală nesemnată, asemănătoare cu tot ce a apărut în prima serie a revistei umoristice, Moftul român, pune accentul pe agramatismele obișnuite în presa din acel moment și mai ales pe dezacordurile dintre subiect și predicat.